# Kehlen
Kehlen (luxemburguès Kielen) és una comuna i vila a l'est de Luxemburg, que forma part del cantó de Capellen. Inclou les viles de Kehlen, Dondelange, Keispelt, Meispelt, Nospelt i Olm. Limita amb els municipis de Mamer, Mersch, Kopstal, Koerich, Lorentzweiler, Septfontaines, Steinsel, Strassen i Tuntange.

## Població
| Nacionalitat   | Població | %      |
| -------------- | -------- | ------ |
| luxemburguesos | 3.190    | 66,57% |
| Forasters      | 1.602    | 33,43% |
| - portuguesos  | 202      | 4,22%  |
| - francesos    | 226      | 4,72%  |
| - italians     | 163      | 3,40%  |
| - belgues      | 340      | 7,10%  |
| - alemanys     | 139      | 2,90%  |
| - iugoslaus    | 14       | 0,29%  |
| - altres       | 518      | 10,81% |

## Evolució demogràfica
| Any        | Població |
| ---------- | -------- |
| 15/02/2001 | 4.792    |
| 01/01/2002 | 4.724    |
| 01/01/2003 | 4.717    |
| 01/01/2004 | 4.706    |
| 01/01/2005 | 4.724    |